# Attaque du 20 juin 2020 à Reading
L'attentat du 20 juin 2020 à Reading est une attaque terroriste au couteau survenue le 20 juin 2020 à Forbury Gardens, Reading, au Royaume-Uni. Trois personnes sont décédées des suites de leurs blessures et trois autres ont été grièvement blessées. Un homme de 25 ans a été arrêté sur les lieux, soupçonné de meurtre. Le lendemain, l'attaque est considéré comme une attaque terroriste.

## Déroulement
Le 20 Juin 2020, vers 19h00 BST, les officiers de police de Thames Valley ont été appelés à Forbury Gardens, un parc public dans le centre de Reading, Berkshire, Angleterre, 40 miles (64 kilomètres) à l' ouest de Londres. La police a répondu à des alertes faisant état de coups de couteau faisant de nombreuses victimes. Un témoin a déclaré que les coups de couteau étaient "complètement aléatoires", décrivant une personne seule qui avait crié "des mots inintelligibles" et attaqué deux groupes de personnes différents avec une arme,.

## Auteur
Un homme avec un couteau a été poursuivi, plaqué et cloué au sol par des policiers,. L'homme de 25 ans est arrêté, soupçonné de meurtre,,. L'homme est un réfugié libyen de 25 ans du nom de Khairi Saadallah,. Il avait combattu le régime libyen pendant la guerre civile libyenne au sein d'un groupe rebelle, et aurait été formé par l'armée française.
Le directeur du détective en chef de la police de Thames Valley, Ian Hunter, a déclaré: "Les agents gardent un esprit ouvert quant à la motivation de l'incident et sont soutenus par des collègues de Counter Terrorism Policing South East .".

## Victimes
Trois décès et trois blessés graves ont été confirmés. Deux ambulances aériennes ont été déployées sur les lieux et le South Central Ambulance Service a confirmé sur Twitter qu'ils avaient déployé leur équipe d'intervention en zone dangereuse. Un certain nombre de personnes ont été hospitalisées. Un porte-parole de l'hôpital Royal Berkshire a confirmé que deux victimes de l'attaque étaient traitées dans leur service d'urgence.

## Les réactions
La ministre de l'Intérieur Priti Patel, et le chef du parti travailliste Keir Starmer ont tous deux exprimé leur préoccupation face à cet incident. Le Premier ministre Boris Johnson a exprimé ses condoléances et a remercié les services d'urgence pour être intervenu sur les lieux, comme le chef du conseil d'arrondissement de Reading qui avait précédemment décrit la situation comme un "incident majeur".
Le conseil d'arrondissement de Reading a publié une déclaration le lendemain, le 21 juin, disant que "les pensées et les prières du conseil accompagnent les familles des trois personnes qui ont perdu la vie et celles qui restent gravement blessées", et annonçant que le drapeau du conseil serait en berne pour la journée.
Des agents antiterroristes ont été appelés à enquêter, bien que l'attaque n'ait pas été initialement déclarée comme un incident terroriste. Cependant, au matin du 21 juin, la police antiterroriste du Sud-Est a confirmé que les attaques étaient "un incident terroriste".